# Aníbal Freire da Fonseca
Aníbal Freire da Fonseca (Lagarto, 7 de julho de 1884 — Rio de Janeiro, 22 de outubro de 1970) foi um advogado, jornalista, magistrado, professor e político brasileiro, membro da Academia Brasileira de Letras.

## Biografia
Nasceu Annibal (como então se grafava o nome) na cidade sergipana de Lagarto, berço de dois outros Acadêmicos: o literato Sílvio Romero e Laudelino Freire, este último seu tio materno, filho do advogado provisionado e detentor da patente de Capitão da Guarda Nacional, Antônio Cornélio da Fonseca e de D. Júlia Freire da Fonseca. Realiza os primeiros estudos na capital do estado, Aracaju, nas melhores instituições ali existentes: o “Ginásio Sergipano”, dirigido pelo conceituado educador Alfredo Montes, e no “Ateneu Sergipano”.
Ingressou no curso de direito na Bahia, transferindo-se para o Rio de Janeiro e Recife, onde finalmente colou grau em 1903. Ainda estudante (1898) começa a colaborar na imprensa (para os jornais “O Tempo” e “O Estado de Sergipe”) e em 1902] foi nomeado Promotor Público em Aracaju, cargo que abandonou em 1904 para assumir no Recife a função de subinspetor de seguros, que exerce até 1906. Ainda em 1904 insere-se dentre os redatores do jornal Diario de Pernambuco, onde chegou a ser diretor, ali escrevendo diariamente a coluna intitulada “Matinais”. Ingressa, então, Freire da Fonseca na política.
Concorrendo para deputado estadual em 1907, consegue eleger-se e logo torna-se o vice-presidente da casa legislativa pernambucana, o que habilita-o a ser nomeado secretário-geral do governador Herculano Bandeira (1908 a 1909). Neste mesmo ano de 1907 habilita-se, por concurso, para o quadro docente da Faculdade de Direito do Recife, assumindo a cátedra de Direito Administrativo, efetivamente, em 1916.
Em 1909 elege-se deputado federal, mandato do qual afastou-se, com a questão dantista: o ministro da Guerra, general Dantas Barreto, pernambucano e adversário, que usa de excessivo rigor na repressão aos militares sublevados. Assim, em 1912 segue para a Europa. 
Em 1924 elege-se deputado federal, com mandato até 1926. No Rio de Janeiro, é nomeado ministro da Fazenda do Presidente Artur Bernardes, ocupando o cargo no biênio 1925-1926.
Na legislatura seguinte (1927-1928) volta a eleger-se deputado federal, sendo líder da bancada. Reelegeu-se em 1930, quando eclode a Revolução.
Durante este período, continuou exercendo o jornalismo, tendo inclusive sido diretor do Jornal do Brasil, nos períodos de 1922-1929 e de 1937-1940.
Exerceu Freire da Fonseca a função de membro do “Conselho Superior de Ensino” de 1913 a 1923, e do Conselho Nacional de Educação, entre 1934-1940. Foi Consultor-Geral da República, de 15 de outubro de 1938 a 19 de junho de 1940, quando afasta-se, por haver sido nomeado ministro do Supremo Tribunal Federal, através de decreto do Presidente Getúlio Vargas, datado de 17 de junho, assumindo a 26 deste mês, na vaga do ministro Washington Osório de Oliveira. 
No Supremo fica até ser aposentado compulsoriamente, pelo decreto de 17 de maio de 1951, recebendo as homenagens do Tribunal através do ministro Luís Gallotti.
Volta, então, para a imprensa, e ao cargo de direção no Jornal do Brasil, onde ficou até 1961.

## Homenagens e títulos

Posse na Academia Brasileira de Letras.

Ao largo de tão extensa vida pública, Freire da Fonseca exerceu outros cargos eminentes, tendo recebido inúmeras homenagens como a nomeação de logradouros públicos em todo o país.
- Foi membro e presidente da Comissão Permanente do Livro do Mérito;
- Chanceler da Ordem do Mérito Nacional;
- Grau de Comendador da Ordem Militar de Cristo, de Portugal (7 de junho de 1923);[3]
- Homenageado com Sessão do Supremo Tribunal, pelo seu falecimento, em 29 de outubro de 1970;
- Membro do Instituto Histórico e Geográfico de Sergipe;
- Sócio do Instituto Arqueológico de Pernambuco;
- Membro da Sociedade Brasileira de Direito Internacional;
- Homenageado, na Sessão do S.T.F. de 19 de setembro de 1984, que resultou também na publicação de livro, pela passagem de seu centenário de nascimento;
- Patrono de Escola Municipal carioca, situada no bairro de Olaria, Subúrbio da Leopoldina;
- Nome de escola municipal na cidade de São Paulo (EMEF Ministro Anibal Freire), na Vila Ribeiro de Barros/ Vila Leopoldina.

## Publicações
Eminentemente jurídica, as obras de Aníbal Freire foram:
- Bancos e suas Espécies - prova de concurso, in Revista Acadêmica da Faculdade de Direito do Recife, volume XXIII;
- Do Poder Executivo da República Brasileira (1916);
- Discursos (1934);
- Pareceres e Votos (1948);
- Alocuções (1948);
- Pareceres do Consultor Geral da República - (2 volumes), 1951;
- Notas Bibliográficas de Filinto de Almeida e Roberto Simonsen - Coleção Afrânio Peixoto – ABL (1952);
- Conferências e Alocuções (1958);
- Historiadores do Século XX - aula do Curso de História da ABL (1958);
- Rosa e Silva (Centenário de nascimento - 1857/1957), 1958;
- Oratória Parlamentar do Segundo Reinado - aula do Curso de Oratória da ABL (1959).

## Citação
“É certo que os vícios da nossa educação política, inveterados pelo poder pessoal, onímodo, que dominou todo o segundo reinado - sem embargo da admiração que devemos ter por Pedro II - levam muitas vezes à crença no deslumbramento do poder do presidente da república. Daí cederem-lhe por vezes prerrogativas, que a lei faculta explicitamente a outro ramo do poder, ou animarem-no à pretensão de exercer uma verdadeira tutela política sobre os homens e as coisas.”
(in: "O Poder Executivo na República Brasileira", 1916)

## Academia Brasileira de Letras
Foi o terceiro ocupante da cadeira 3, que tem por patrono Artur de Oliveira. Foi eleito em 30 de setembro de 1948, assumindo o cargo em 10 de maio de 1949. Foi recebido por João Neves da Fontoura.